# Васильевское сельское поселение (Таловский район)
Васильевское сельское поселение — упразднённое муниципальное образование в Таловском районе Воронежской области.
Административный центр — посёлок Коминтерн.

## История
Законом Воронежской области от 30 ноября 2015 года № 163-ОЗ, были преобразованы, путём их объединения Александровское, Васильевское и Казанское сельские поселения — в Александровское сельское поселение с административным центром в селе Александровка.

## Административное деление
В состав поселения входили:
- посёлок Коминтерн,
- посёлок Богатырь,
- посёлок Васильевский,
- посёлок Дубовый,
- посёлок Зареченский,
- посёлок Нижняя Ведуга,
- хутор Новенький,
- посёлок Светлый.